# Doctor Who Confidential
Doctor Who: Unleashed
Doctor Who: Confidential est une série documentaire et making-off créée par la BBC pour compléter le renouveau de la série télévisée de science-fiction britannique de longue date, Doctor Who. Chaque épisode a été diffusé sur BBC Three le samedi, immédiatement après la diffusion de l'épisode sur BBC One. Les épisodes des deux premières saisons de Confidential duraient 30 minutes, et, à partir de la troisième saison, les épisodes sont passés à une durée de 45 minutes. BBC Three a également diffusé des éditions « Cutdowns » du programme, de 5 à 15 minutes, après les rediffusion du dimanche et vendredi. Confidential a reçu sa propre version de du thème de Doctor Who, au moins trois versions différentes du thème sont apparues dans la série.
En septembre 2011, la BBC a annoncé l'annulation de la série comme mesure de réduction des coûts. Les fans ont tenté de renverser la décision en utilisant une pétition en ligne. La décision a été critiquée par les scénariste de l'émission et le Docteur sortant, Matt Smith.
En février 2013, Doctor Who: Confidential a été élu la meilleure émission de BBC Three de tous les temps dans un sondage Radio Times sur leur site Web.

## Description
Depuis 2005, chaque épisode de Doctor Who: Confidential correspond à un épisode de Doctor Who présentant des images en coulisses sur la fabrication de la série à travers des clips et des interviews avec le casting, l'équipe de production et d'autres personnes, y compris ceux qui ont participé à la série télévisée au fur et à mesure de son existence.
Chaque épisode traite d'un sujet différent, et dans la plupart des cas, fait référence à l'épisode de Doctor Who qui l'a précédé. Il y a également eu plusieurs épisodes de Doctor Who: Confidential diffusé en dehors de la diffusion des épisodes de Doctor Who.

## Narrateurs
- David Tennant (épisodes « A New Dimension » et « Do You Remember the First Time? »)
- Simon Pegg (Saison 1)
- Mark Gatiss (Saison 2)
- Tom Baker (épisode « On Show - Designs on Doctor Who »)
- Anthony Head (Saison 3, Saison 4 et Spéciaux)
- Jo Whiley (3 épisodes « Doctor Who Greatest Moments »)
- Noel Clarke (épisode « Desert Storm »)
- Alex Price (Saison 5)
- Charlie McDonnell (6 épisodes éponymes)
- Russell Tovey (Saison 6)

## Liste des épisodes

### Aperçu
| Saisons | Saisons  | Épisodes         | Diffusion originale | Diffusion originale | Diffusion originale                                     |
| Saisons | Saisons  | Épisodes         | Première diffusion  | Dernière diffusion  | Plateforme                                              |
| ------- | -------- | ---------------- | ------------------- | ------------------- | ------------------------------------------------------- |
|         | Saison 1 | 13 + 2 spéciaux  | 26 mars 2005        | 18 juin 2005        | BBC Three BBC One BBC Two Wales BBC HD BBC America CBBC |
|         | Saison 2 | 14 + 1 spécial   | 9 avril 2006        | 8 juillet 2006      | BBC Three BBC One BBC Two Wales BBC HD BBC America CBBC |
|         | Saison 3 | 14 + 1 spécial   | 25 décembre 2006    | 30 juin 2007        | BBC Three BBC One BBC Two Wales BBC HD BBC America CBBC |
|         | Saison 4 | 14 + 2 spéciaux  | 10 novembre 2007    | 17 novembre 2008    | BBC Three BBC One BBC Two Wales BBC HD BBC America CBBC |
|         | Spéciaux | 5 + 6 spéciaux   | 25 décembre 2008    | 1er janvier 2010    | BBC Three BBC One BBC Two Wales BBC HD BBC America CBBC |
|         | Saison 5 | 13 + 5 spéciaux  | 3 avril 2010        | 6 septembre 2010    | BBC Three BBC One BBC Two Wales BBC HD BBC America CBBC |
|         | Saison 6 | 14 + 12 spéciaux | 23 avril 2011       | 21 novembre 2011    | BBC Three BBC One BBC Two Wales BBC HD BBC America CBBC |

### 1reSaison(2005)
La première saison été raconté par Simon Pegg (qui a joué l'Éditeur dans l'épisode Un jeu interminable), produit et réalisé par Gillane Seaborne et diffusé à 19h45 (heure anglaise). Les nouveaux épisodes ont été diffusé sur BBC Three à la suite de l'épisode de Doctor Who. Deux spéciaux de Confidential ont été fait pour être diffusé sur BBC One. Le premier a été diffusé le soir de la diffusion du premier épisode Rose, avec David Tennant comme narrateur avant qu'il soit nommer pour jouer le Dixième Docteur. Le deuxième a été diffusé juste avant l'épisode final À la croisée des chemins avec Simon Pegg comme narrateur. Ces spéciaux n'ont pas reçu le titre de Confidential, et sont, par la suite, séparés de la saison elle-même.
| N° CON | N° Série | Titre                                      | Épisode de Doctor Who concerné                                      | Narrateur     | Date de diffusion |
| ------ | -------- | ------------------------------------------ | ------------------------------------------------------------------- | ------------- | ----------------- |
| 1      | S1       | « A New Dimension »                        | Prévisualisation et création de la renaissance de Doctor Who / Rose | David Tennant | 26 mars 2005      |
| 2      | 1        | « Bringing Back the Doctor »               | Rose                                                                | Simon Pegg    | 26 mars 2005      |
| 3      | 2        | « Aliens: The Good, the Bad and the Ugly » | La Fin du monde                                                     | Simon Pegg    | 2 avril 2005      |
| 4      | 3        | « TARDIS Tales »                           | Des morts inassouvis                                                | Simon Pegg    | 9 avril 2005      |
| 5      | 4        | « I Get a Side-Kick Out of You »           | L'Humanité en péril                                                 | Simon Pegg    | 16 avril 2005     |
| 6      | 5        | « Why on Earth? »                          | Troisième Guerre mondiale                                           | Simon Pegg    | 23 avril 2005     |
| 7      | 6        | « Dalek »                                  | Dalek                                                               | Simon Pegg    | 30 avril 2005     |
| 8      | 7        | « The Dark Side »                          | Un jeu interminable                                                 | Simon Pegg    | 7 mai 2005        |
| 9      | 8        | « Time Trouble »                           | Fêtes des pères                                                     | Simon Pegg    | 14 mai 2005       |
| 10     | 9        | « Special Effects »                        | Drôle de mort                                                       | Simon Pegg    | 21 mai 2005       |
| 11     | 10       | « Weird Science »                          | Le Docteur danse                                                    | Simon Pegg    | 28 mai 2005       |
| 12     | 11       | « Unsung Heroes and Violent Death »        | L'Explosion de Cardiff                                              | Simon Pegg    | 4 juin 2005       |
| 13     | 12       | « The World of Who »                       | Le Grand Méchant Loup                                               | Simon Pegg    | 11 juin 2005      |
| 14     | S2       | « The Ultimate Guide »                     | « Series 1 »                                                        | Simon Pegg    | 18 juin 2005      |
| 15     | 13       | « The Last Battle »                        | À la croisée des chemins                                            | Simon Pegg    | 18 juin 2005      |

### 2eSaison(2006)
Une deuxième saison de Doctor Who: Confidential a été commandé pour accompagné la saison de Doctor Who diffusé en 2006. Mark Gatiss remplace Simon Pegg en tant que narrateur. Les épisodes continuent d'être diffusé sur BBC Three. En plus de ça, l'équipe de production a réalisé un épisode spécial, uniquement sortie en DVD, contenant des informations des coulisses du premier spécial Noël L'Invasion de Noël.
| N° CON | N° Série | Titre                           | Épisode de Doctor Who concerné         | Narrateur   | Date de diffusion     |
| ------ | -------- | ------------------------------- | -------------------------------------- | ----------- | --------------------- |
| 16     | 1        | « Backstage at Christmas »      | L'Invasion de Noël                     | Simon Pegg  | Sortie DVD uniquement |
| 17     | S3       | « One Year On »                 | « Series 2 »                           | Mark Gatiss | 9 avril 2006          |
| 18     | 2        | « New New Doctor »              | Une nouvelle Terre                     | Mark Gatiss | 15 avril 2006         |
| 19     | 3        | « Fear Factor »                 | Un loup-garou royal                    | Mark Gatiss | 22 avril 2006         |
| 20     | 4        | « Friends Reunited »            | L'École des retrouvailles              | Mark Gatiss | 29 avril 2006         |
| 21     | 5        | « Script to Screen »            | La Cheminée des temps                  | Mark Gatiss | 6 mai 2006            |
| 22     | 6        | « Cybermen »                    | Le Règne des Cybermen, première partie | Mark Gatiss | 13 mai 2006           |
| 23     | 7        | « From Zero to Hero »           | Le Règne des Cybermen, deuxième partie | Mark Gatiss | 20 mai 2006           |
| 24     | 8        | « The Writer's Tale »           | L'Hystérique de l'étrange lucarne      | Mark Gatiss | 27 mai 2006           |
| 25     | 9        | « You've Got the Look »         | La Planète du Diable, première partie  | Mark Gatiss | 3 juin 2006           |
| 26     | 10       | « Religion, Myths and Legends » | La Planète du Diable, deuxième partie  | Mark Gatiss | 10 juin 2006          |
| 27     | 11       | « The New World of Who »        | L.I.N.D.A.                             | Mark Gatiss | 17 juin 2006          |
| 28     | 12       | « The Fright Stuff »            | Londres 2012                           | Mark Gatiss | 24 juin 2006          |
| 29     | 13       | « Welcome to Torchwood »        | L'Armée des ombres                     | Mark Gatiss | 1er juillet 2006      |
| 30     | 14       | « Finale »                      | Adieu Rose                             | Mark Gatiss | 8 juillet 2006        |

### 3eSaison(2006-2007)
Anthony Head, qui a joué M. Finch / Frère Lassar dans l'épisode L'École des retrouvailles, remplace Mark Gatiss en tant que narrateur pour cette saison, tandis que David Tennant a fait l'entièreté de l'épisode 11 lui-même. La durée des épisodes a été augmentée à 45 minutes. Un spécial de 30 minutes a été présenté à l'occasion de la saison des arts de la BBC, avec Tom Baker comme narrateur.
| N° CON | N° Série | Titre                               | Épisode de Doctor Who concerné                   | Narrateur     | Date de diffusion |
| ------ | -------- | ----------------------------------- | ------------------------------------------------ | ------------- | ----------------- |
| 31     | 1        | « Music and Monsters »              | « Doctor Who: A Celebration » Le Mariage de Noël | Anthony Head  | 25 décembre 2006  |
| 32     | S4       | « On Show - Designs on Doctor Who » | Le Mariage de Noël / Torchwood                   | Tom Baker     | 26 décembre 2006  |
| 33     | 2        | « Meet Martha Jones »               | La Loi des Judoons                               | Anthony Head  | 31 mars 2007      |
| 34     | 3        | « Stage Fright »                    | Peines d'amour gagnées                           | Anthony Head  | 7 avril 2007      |
| 35     | 4        | « Are We There Yet? »               | L'Embouteillage sans fin                         | Anthony Head  | 14 avril 2007     |
| 36     | 5        | « A New York Story »                | L'Expérience finale                              | Anthony Head  | 21 avril 2007     |
| 37     | 6        | « Making Manhattan »                | DGM : Dalek génétiquement modifié                | Anthony Head  | 28 avril 2007     |
| 38     | 7        | « Monsters Inc. »                   | L'Expérience Lazarus                             | Anthony Head  | 5 mai 2007        |
| 39     | 8        | « Space Craft »                     | Brûle avec moi                                   | Anthony Head  | 19 mai 2007       |
| 40     | 9        | « Alter Ego »                       | La Famille de sang                               | Anthony Head  | 26 mai 2007       |
| 41     | 10       | « Bad Blood »                       | Smith, la Montre et le Docteur                   | Anthony Head  | 2 juin 2007       |
| 42     | 11       | « Do You Remember the First Time? » | Les Anges pleureurs                              | David Tennant | 9 juin 2007       |
| 43     | 12       | « 'Ello, 'Ello, 'Ello »             | Utopia                                           | Anthony Head  | 16 juin 2007      |
| 44     | 13       | « The Saxon Mystery »               | Que tapent les tambours                          | Anthony Head  | 23 juin 2007      |
| 45     | 14       | « The Valient Quest »               | Le Dernier Seigneur du temps                     | Anthony Head  | 30 juin 2007      |

### 4eSaison(2007-2008)
Anthony Head continue d'être le narrateur pour la série pour la deuxième année consécutive. Chaque épisode a droit à son propre générique, avec des plans séquences des coulisses de l'épisode de la semaine de Doctor Who.
| N° CON | N° Série | Titre                        | Épisode de Doctor Who concerné                                                 | Narrateur    | Date de diffusion |
| ------ | -------- | ---------------------------- | ------------------------------------------------------------------------------ | ------------ | ----------------- |
| 46     | S5       | « Children in Need Special » | « Time Crash »                                                                 | —            | 10 novembre 2007  |
| 47     | 1        | « Kylie Special »            | Une croisière autour de la Terre                                               | Anthony Head | 25 décembre 2007  |
| 48     | 2        | « A Noble Return »           | Le Retour de Donna Noble                                                       | Anthony Head | 5 avril 2008      |
| 49     | 3        | « The Italian Job »          | La Chute de Pompéi                                                             | Anthony Head | 12 avril 2008     |
| 50     | 4        | « Oods and Ends »            | Le Chant des Oods                                                              | Anthony Head | 19 avril 2008     |
| 51     | 5        | « Send in the Clones »       | A.T.M.O.S., première partie                                                    | Anthony Head | 26 avril 2008     |
| 52     | 6        | « Sontar-Ha! »               | A.T.M.O.S., deuxième partie                                                    | Anthony Head | 3 mai 2008        |
| 53     | 7        | « Sins of the Fathers »      | La Fille du Docteur                                                            | Anthony Head | 10 mai 2008       |
| 54     | 8        | « Nemesis »                  | Agatha Christie mène l'enquête                                                 | Anthony Head | 17 mai 2008       |
| 55     | 9        | « Shadow Play »              | Bibliothèque des ombres, première partie                                       | Anthony Head | 31 mai 2008       |
| 56     | 10       | « River Runs Deep »          | Bibliothèque des ombres, deuxième partie                                       | Anthony Head | 7 juin 2008       |
| 57     | 11       | « Look Who's Talking »       | Un passager de trop                                                            | Anthony Head | 14 juin 2008      |
| 58     | 12       | « Here Come the Girls »      | Le Choix de Donna                                                              | Anthony Head | 21 juin 2008      |
| 59     | 13       | « Friends and Foe »          | La Terre volée                                                                 | Anthony Head | 28 juin 2008      |
| 60     | 14       | « End of an Era »            | La Fin du voyage                                                               | Anthony Head | 5 juillet 2008    |
| 61     | S6       | « The Journey (So Far) »     | Documentaire exclusif inclut comme un bonus dans le coffret DVD de la Saison 4 | —            | 17 novembre 2008  |

### Spéciaux(2008-2010)
Le spécial Noël de 2008, a été le premier à être accompagné de son propre épisode Confidential. Le troisième épisode spécial de Confidential reviens sur les 10 précédentes incarnations du Docteur et révèle exclusivement Matt Smith comme l'acteur qui va interprété le Onzième Docteur a venir. Un épisode spécial de Confidential se déroule dans les coulisses de « The Proms ». La "mini-série" « Doctor Who Greatest Moments » a mis en avant 3 aspects catégories de personnages importants de la série. Elle a été produite par l'équipe de production de Doctor Who: Confidential avec des épisodes de 60 minutes chacun. Le Confidential « Desert Storm » voit Noel Clarke comme narrateur.
| N° CON | N° Série | Titre                                   | Épisode de Doctor Who concerné                                                                                 | Narrateur    | Date de diffusion |
| ------ | -------- | --------------------------------------- | --- | ------------ | ----------------- |
| 62     | 1        | « Confidential Christmas 2008 »         | Cyber Noël | Anthony Head | 25 décembre 2008  |
| 63     | S7       | « Doctor Who: Top 5 Christmas Moments » | Des morts inassouvis / L'Invasion de Noël / Le Mariage de Noël / Une croisière autour de la Terre / Cyber Noël | Anthony Head | 25 décembre 2008  |
| 64     | S8       | « At the Proms »                        | « Doctor Who at the Proms » (2008)                                                                             | Anthony Head | 1er janvier 2009  |
| 65     | S9       | « The Eleventh Doctor »                 | Révélation de Matt Smith, interprète du Onzième Docteur                                                        | Anthony Head | 3 janvier 2009    |
| 66     | 2        | « Desert Storm »                        | Planète morte                                                                                                  | Anthony Head | 11 avril 2009     |
| 67     | GM1      | « Greatest Moments: The Doctor »        | Doctor Who Saisons 1 à 4                                                                                       | Jo Whiley    | 20 août 2009      |
| 68     | GM2      | « Greatest Moments: The Companions »    | Doctor Who Saisons 1 à 4                                                                                       | Jo Whiley    | 27 août 2009      |
| 69     | GM3      | « Greatest Moments: The Enemies »       | Doctor Who Saisons 1 à 4                                                                                       | Jo Whiley    | 3 septembre 2009  |
| 70     | 3        | « Is There Life on Mars? »              | La Conquête de Mars                                                                                            | Noel Clarke  | 15 novembre 2009  |
| 71     | 4        | « Lords and Masters »                   | La Prophétie de Noël, première partie                                                                          | Anthony Head | 25 décembre 2009  |
| 72     | 5        | « Allons-y! »                           | La Prophétie de Noël, deuxième partie                                                                          | Anthony Head | 1er janvier 2010  |

### 5eSaison(2010)
Pour cette cinquième saison, Alex Price deviens le nouveau narrateur à la place de Anthony Head. Cette saison voit l'apparition des « Monster Files », différent de la série de webisodes disponible sur le site de Doctor Who depuis 2008. Comme en 2008, un nouvel épisode spécial de Confidential dévoile les coulisses de « Doctor Who at the Proms ».
| N° CON | N° Série | Titre                                | Épisode de Doctor Who concerné                   | Narrateur  | Date de diffusion |
| ------ | -------- | ------------------------------------ | ------------------------------------------------ | ---------- | ----------------- |
| 73     | 1        | « Call Me the Doctor »               | Le Prisonnier zéro                               | Alex Price | 3 avril 2010      |
| 74     | 2        | « All About the Girl »               | La Bête des bas-fonds                            | Alex Price | 10 avril 2010     |
| 75     | 3        | « War Games »                        | La Victoire des Daleks                           | Alex Price | 17 avril 2010     |
| 76     | 4        | « Eyes Wide Open »                   | Le Labyrinthe des Anges, première partie         | Alex Price | 24 avril 2010     |
| 77     | 5        | « Blinded by the Light »             | Le Labyrinthe des Anges, deuxième partie         | Alex Price | 1er mai 2010      |
| 78     | 6        | « Death in Venice »                  | Les Vampires de Venise                           | Alex Price | 8 mai 2010        |
| 79     | 7        | « Arthurian Legend »                 | Le Seigneur des Rêves                            | Alex Price | 15 mai 2010       |
| 80     | 8        | « After Effects »                    | La Révolte des intra-terrestres, première partie | Alex Price | 22 mai 2010       |
| 81     | 9        | « What Goes on Tour... »             | La Révolte des intra-terrestres, deuxième partie | Alex Price | 29 mai 2010       |
| 82     | 10       | « A Brush with Genius »              | Vincent et le Docteur                            | Alex Price | 5 juin 2010       |
| 83     | MF1      | « Monster Files: The Daleks »        | La Victoire des Daleks                           | —          | 7 juin 2010       |
| 84     | 11       | « Extra Time »                       | Le Colocataire                                   | Alex Price | 12 juin 2010      |
| 85     | 12       | « Alien Abduction »                  | La Pandorica s'ouvre, première partie            | Alex Price | 19 juin 2010      |
| 86     | 13       | « Out of Time »                      | La Pandorica s'ouvre, deuxième partie            | Alex Price | 26 juin 2010      |
| 87     | MF2      | « Monster Files: Weeping Angels »    | Le Labyrinthe des Anges (1) et (2)               | —          | 5 juillet 2010    |
| 88     | MF3      | « Monster Files: The Silurians »     | La Révolte des intra-terrestres (1) et (2)       | —          | 2 août 2010       |
| 89     | MF4      | « Monster Files: The Alliance »      | La Pandorica s'ouvre (1) et (2)                  | —          | 6 septembre 2010  |
| 90     | S10      | « Backstage at the Doctor Who Prom » | « Doctor Who at the Proms » (2010)               | —          | 6 septembre 2010  |

### 6eSaison(2010-2011)
Une nouvelle saison de Confidential a commencé d'être diffusé le 23 avril 2011 avec un tout nouveau générique. Russell Tovey remplace Alex Price en tant que narrateur. L'épisode de Confidential lié avec le final de la Saison 6 de Doctor Who, contiens un minisode appelé « Death is the Only Answer », écrit par un groupe d'écoliers qui ont gagné un concours co-sponsorisé par Confidential.
| N° CON | N° Série | Titre                                               | Épisode de Doctor Who concerné                   | Narrateur         | Date de diffusion |
| ------ | -------- | --------------------------------------------------- | ------------------------------------------------ | ----------------- | ----------------- |
| 91     | CMD1     | « Charlie McDonnell - Runner »                      | Le Fantôme des Noëls passés                      | Charlie McDonnell | 21 décembre 2010  |
| 92     | CMD2     | « Charlie McDonnell - TARDIS »                      | Le Fantôme des Noëls passés                      | Charlie McDonnell | 22 décembre 2010  |
| 93     | CMD3     | « Charlie McDonnell - Decorating Bus »              | Le Fantôme des Noëls passés                      | Charlie McDonnell | 23 décembre 2010  |
| 94     | CMD4     | « Charlie McDonnell - Christmas Presents (badger) » | Le Fantôme des Noëls passés                      | Charlie McDonnell | 24 décembre 2010  |
| 95     | 1        | « Christmas Special 2010 »                          | Le Fantôme des Noëls passés                      | Russell Tovey     | 25 décembre 2010  |
| 96     | 2        | « Coming to America »                               | L'Impossible Astronaute, première partie         | Russell Tovey     | 23 avril 2011     |
| 97     | EST      | « My Sarah Jane: A Tribute to Elisabeth Sladen »    | —                                                | —                 | 23 avril 2011     |
| 98     | 3        | « Breaking the Silence »                            | L'Impossible Astronaute, deuxième partie         | Russell Tovey     | 30 avril 2011     |
| 99     | 4        | « Ship Ahoy! »                                      | La Marque noire                                  | Russell Tovey     | 7 mai 2011        |
| 100    | 5        | « Bigger on the Inside »                            | L'Âme du TARDIS                                  | Russell Tovey     | 14 mai 2011       |
| 101    | 6        | « Double Trouble »                                  | La Chair vivante, première partie                | Russell Tovey     | 21 mai 2011       |
| 102    | 7        | « Take Two »                                        | La Chair vivante, deuxième partie                | Russell Tovey     | 28 mai 2011       |
| 103    | CMD5     | « Charlie McDonnell interviews Neil Gaiman »        | L'Âme du TARDIS                                  | Charlie McDonnell | 31 mai 2011       |
| 104    | 8        | « The Born Identity »                               | La Retraite du démon                             | Russell Tovey     | 4 juin 2011       |
| 105    | MF5      | « Monster Files: The Silence »                      | L'Impossible Astronaute (1) et (2)               | —                 | 11 juillet 2011   |
| 106    | MF6      | « Monster Files: The Gangers »                      | La Chair vivante (1) et (2)                      | —                 | 11 juillet 2011   |
| 107    | CMD6     | « Charlie McDonnell Becomes A Dalek »               | —                                                | Charlie McDonnell | 23 août 2011      |
| 108    | 9        | « River Runs Wild »                                 | Allons tuer Hitler                               | Russell Tovey     | 27 août 2011      |
| 109    | 10       | « About a Boy »                                     | Terreurs nocturnes                               | Russell Tovey     | 3 septembre 2011  |
| 110    | 11       | « What Dreams May Come »                            | La Fille qui attendait                           | Russell Tovey     | 10 septembre 2011 |
| 111    | 12       | « Heartbreak Hotel »                                | Le Complexe divin                                | Russell Tovey     | 17 septembre 2011 |
| 112    | 13       | « Open All Hours »                                  | Tournée d'adieux                                 | Russell Tovey     | 24 septembre 2011 |
| 113    | 14       | « When Time Froze »                                 | Le Mariage de River Song                         | Russell Tovey     | 1er octobre 2011  |
| 114    | MF7      | « Monster Files: The Antibodies »                   | Allons tuer Hitler                               | —                 | 10 octobre 2011   |
| 115    | MF8      | « Monster Files: The Cybermats »                    | Tournée d'adieux                                 | —                 | 10 octobre 2011   |
| 116    | S11      | « The Night's Tale »                                | « Space » et « Time » / « Night and the Doctor » | Russell Tovey     | 21 novembre 2011  |